# SBS 골프
SBS 골프(SBS Golf)는 SBS 미디어넷이 운영하는 대한민국의 골프 텔레비전 채널이다.
2023년 3월 30일에 KPGA 투어 위주의 자매 골프 채널인 SBS 골프 2의 개국에 따라 기존 SBS 골프는 KLPGA 투어 위주로 개편되었다.

## 채널 이름 및 로그 변천사

### 채널 이름
- 1999년 3월 1일 ~ 5월 31일 : 마이TV
- 6월 1일 ~ 8월 1일 : 한국골프채널
- 8월 2일 ~ 2001년 12월 31일 : SBS GOLF 44
- 2002년 1월 1일 ~ 현재 : SBS GOLF